# Otto Lingner Verkehrs-GmbH
Die Otto Lingner Verkehrs GmbH ist ein kommunales Nahverkehrsunternehmen im mittleren Ruhrgebiet.
Sie bedient im Auftrag der BOGESTRA AG und Ruhrbahn GmbH ausschließlich Linienverkehre in Bochum, Essen und Gelsenkirchen.

## Geschichte
1972 gründeten Ruth und Otto Lingner die Reise- und Linienbusgesellschaft Otto Lingner jun. KG und die Otto Lingner Handels-GmbH, deren Hauptaufgabe der An- und Verkauf von Nutzfahrzeugen mit dem Schwerpunkt Omnibussen und deren Ersatzteilen war. Im Jahre 1996 wurden beide Firmen verkauft. Die heutige Verkehrs-GmbH ist aus der Otto Lingner jun. KG entstanden. Mit der Übernahme zog sich das Unternehmen aus dem Reiseverkehr zurück. Es wird heute nur noch Personal bereitgestellt, gefahren wird mit Fahrzeugen der Ruhrbahn GmbH und der BOGESTRA AG.
Das Unternehmen gehört mittlerweile zu je 50 % den o. g. Verkehrsunternehmen und umfasst einen Mitarbeiterstab von etwa 60 Kolleginnen und Kollegen.

## Linien
| Linie | Linienverlauf | Wochentage an denen die Fa. Lingner bedient |
| ----- | --- | ------------------------------------------- |
| 169   | Bredeney – Werden S – Werdener Markt – Heidhausen – Essen | montags – freitags                          |
| 180   | Kettwiger Markt – Kettwig S – Schuirweg – Werden S – Werdener Markt – Heidhausen Am Schwarzen – Hespertal – Dilldorf – Kupferdreh S – Burgaltendorf Burgruine                                                       | samstags – sonntags                         |
| 182   | Werden S – Heidhauser Platz – Werden S ü. Fischlaken | montags – sonntags                          |
| 190   | Werden S – Ruhrlandklinik | montags – sonntags                          |
| 192   | Werden S – Heidhauser Platz – Werden S ü. Jugendherberge | montags – sonntags                          |
| 194   | Gelsenkirchen Hbf – Essen-Kray – Steele S – Stadtwald – Bredeney – Haarzopf | samstags, sonntags und an Feiertagen        |
| 344   | Bochum–WAT–Freiheitstr. – Fachhochschule BO / Querenburg – Ruhruniversität ü. Eppendorf Mitte | montags – sonntags                          |
| 346   | Bochum–WAT–Freiheitstr. – Fachhochschule BO / Querenburg – Ruhruniversität ü. Eppendorf Munscheider Str. | montags – freitags                          |
| 357   | Bochum-Dahlhausen, Am Ruhrort – Eisenbahnmuseum – Bochum-Dahlhausen – Am Sattelgut – Südbad – Linden Mitte – Am Holzwege – Am Sonnenberg – Am Röderschacht – Eythstraße – Bochum-Oberdahlhausen, Scharpenseelstraße | montags – freitags                          |
| 363   | Bochum-WAT-Südfeldmark – Wattenscheid – WAT-Höntrop – Essen Steele S | montags – sonntags                          |
| 386   | Bochum-WAT-Westenfeld – Wattenscheid – Westenfeld | montags – samstags                          |